# マイケル・アフリック
マイケル・アフリック（Michael Africk、1975年8月20日- ）は、アメリカの男性シンガーソングライター。

## 概要
ビーイングの日本人アーティストへの楽曲提供などを手がけるほか、ライブやPVへの出演をしている。特に倉木麻衣との共演が多い。
倉木のヒットシングル「NEVER GONNA GIVE YOU UP」を提供し、PVやテレビでも共演、2010年10月9日のハロウィンライブでも来日し、倉木麻衣新曲「boyfriend」で共演。
2010年から行われた『MAI KURAKI LIVE TOUR“FUTURE KISS”』でも倉木のFeaturingアーティストとして12月公演を同行。ライブの中にマイケル・コーナーがあるほどオーディエンスから大きな反響を得ている。
また、アメリカ本国でもインシンクやブリトニー・スピアーズ等のアーティストたちとも共演。

## ディスコグラフィー

### アルバムCD
オリジナルアルバム
|     | 発売日        | タイトル       | 規格 | 規格品番  |
| 1st | 2010年12月8日 | MICHAEL AFRICK | CD   | VNCM-9013 |